# 凯文·德布劳内
凱文·德布勞內（荷蘭語：Kevin de Bruyne，發音：[ˈkɛvɪn də ˈbrœynə]；1991年6月28日—），比利時職業足球員，司職中場，現效力於義甲俱樂部拿坡里，同時是比利時國家足球隊隊長。他連續兩年獲得英格蘭PFA足球先生的榮耀，在他之前僅有兩人曾有這樣的紀錄。

## 球會生涯

### 早期
迪布尼在家鄉球會KVV德龙恩展開足球生涯，兩年後轉到亨克。2005年他加入亨克青年軍，並在2008年提拔至一隊。

### 亨克
2009年5月9日對皇家沙勒罗瓦的比賽中，德布劳內首次在職業聯賽上場，球隊以3-0落敗。在下一賽季中，他成為一隊的常規成員，並在2010年2月7日打進首個職業進球，助球隊1-0戰勝标准列日。2010/11賽季，他在聯賽共上場32次，打進5球及交出16助攻，助球隊贏得第3次比甲冠軍。2011年10月29對布鲁日比賽中，德布劳內上演了帽子戲法並助球隊以5-4取勝，在2012年1月28日對奧哈瓦里賽事中又梅開二度。1月31日冬季轉會最後一天，英超球隊切尔西以約£700萬價錢簽入德布劳內，簽約5年半，並租借至母會至季末。德布劳內在切尔西官網說：「能夠效力切尔西這樣的球隊是我的夢想，我必須努力達到該級數。」德布劳內在亨克最後一場比賽是對根特，整個賽季共上場28次打進8球。

### 文達不來梅

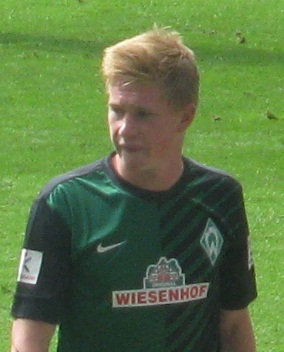
12/13賽季租借至雲達不萊梅的德布勞內

2012年8月2日，德布勞內被外借至德甲球隊雲達不萊梅整個賽季。在9月15日對汉诺威賽事中取得首個進球，但仍以3-2落敗。在緊接的另一場聯賽再取得進球，以2-2戰平斯图加特。在11月18日對杜塞尔多夫的比賽打進致勝的一球，使球隊以2-1反勝。5月4日對霍芬海姆的比賽打進一球，以2-2戰平。隨後的兩場比賽亦打進三球，整個賽季在聯賽共上場33次打進10球。

### 切尔西
在雲達不萊梅度過一個成功的賽季後，雖然傳出多特蒙德和勒沃库森對他有興趣，但教練何塞·穆里尼奥表示德布劳内會在他的計劃中，並回到切尔西準備新賽季。
2013年8月18日，迪布尼首次代表切尔西上場並取得助攻，最終球隊以2-0戰勝赫尔城。然而在8月26日對曼聯的比賽後，他就被棄用，再也沒有在英超上場。

### 沃尔夫斯堡
2014年1月18日，迪布尼以£1,700萬費用轉投德甲球會沃尔夫斯堡。德布劳内在沃尔夫斯堡表現出色，在2014-15賽季取得10個入球和21個助攻，打破德甲助攻記錄，在所有比賽中取得16個入球和27個助攻。德布劳内被選為2014-15賽季德甲最佳球員。
德布勞內也因當初穆里尼奧不守讓自己上場的承諾並蹉跎自己的光陰非常不滿，轉投狼堡後多次在媒體前抨擊摩連奴。

### 曼城

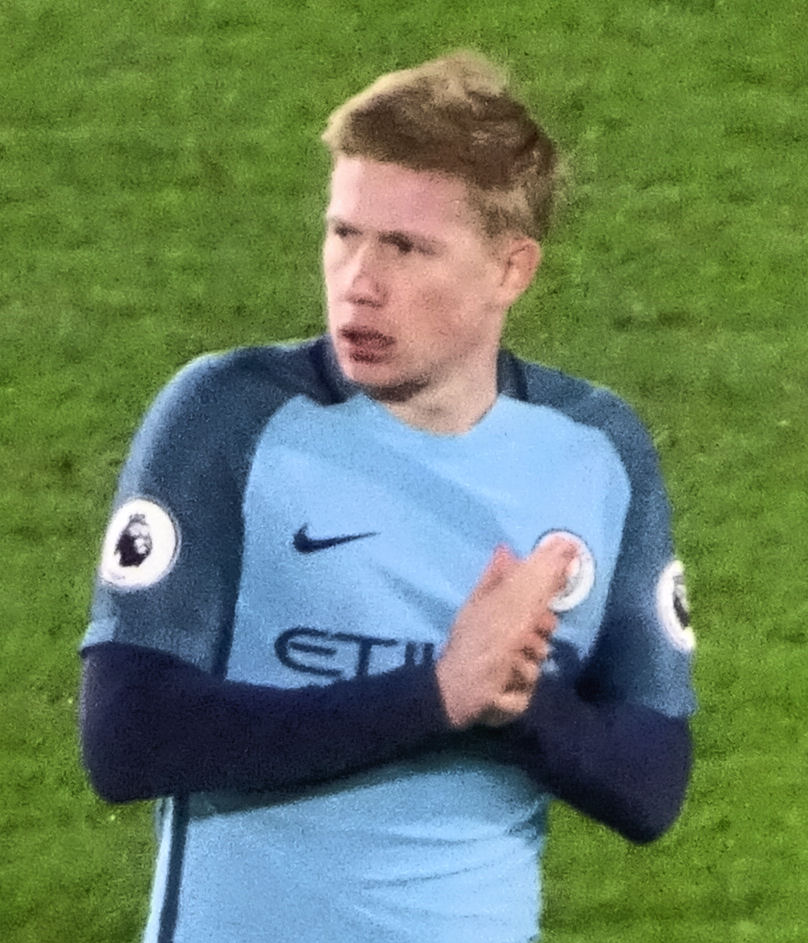
16/17賽季效力於曼城的德布勞內

2015年8月30日，成為曼城身價最高的球員，以及英超第二身價最高的球員，僅次於迪馬利亞。2015年9月12日，德布劳内首次代表曼城上陣，在25分鐘替補受傷的阿古路上陣。9月19日，德布劳内在對陣韋斯咸的比賽中，射入代表曼城的首球。他在9月22日對陣新特蘭、9月26日對陣熱刺和10月3日對陣紐卡素皆取得1個入球。
10月2日，德布勞內入選國際足協金球獎提名名單。10月21日，德布勞內在對陣西維爾的歐洲冠軍聯賽比賽中，於補時期間射入致勝一球，助曼城2-1絕殺西維爾。
2021年4月28日，2020–21賽季歐冠德布勞內於四強賽第一回合進一球，是幫助球隊前進歐冠決賽的功臣之一。
2022年5月11日，德布勞內在對陣狼隊5-1的比賽完成首次大四喜，助球隊穩定冠軍排名。
2022-23赛季，德布劳内在各项赛事中为曼城共计出战48场，送出10进球28助攻，帮助球队获得俱乐部历史上第一座欧洲冠军联赛奖杯及第一次三冠王。但遗憾的是，他在2023年欧洲冠军联赛决赛中继两年前的决赛再次受伤，36分钟即被换下而没能完成比赛。其中，他为曼城中锋埃尔林·哈兰德送出多次助攻，“布丁连线”（“魔人布欧”哈兰德与“丁丁”德布劳内）成为该赛季的一大美谈。
2023-24赛季英超联赛第一轮，曼城对阵伯恩利的比赛中，德布劳内严重受伤，直到2024年1月14日客场对阵纽卡斯尔联的比赛时才替补复出。该场比赛，德布劳内贡献传射，助攻奧斯卡·巴布绝杀，成为曼城在开局不利的情况下，最终逆转获得史无前例的英格兰顶级联赛四连冠的重要转折点。
2025年4月4日，迪布尼宣佈於季尾後離隊，結束與曼城10年的賓主關係。

## 國家隊生涯

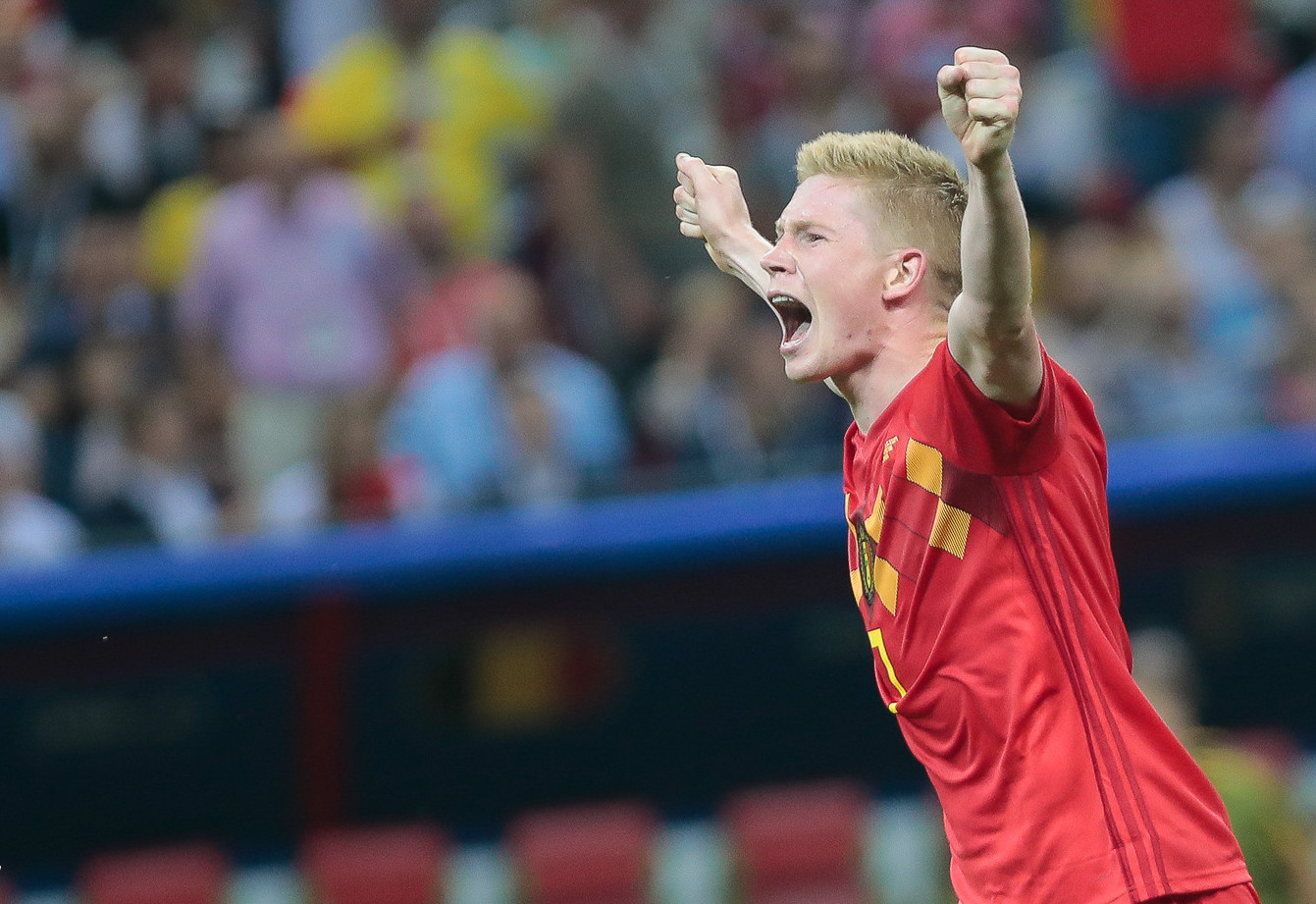
德布勞內於2018世界盃足球賽八強賽戰勝巴西後慶祝。。

迪布尼曾代表過比利時U-18、比利時U-19和比利時U21三個年齡階層的國家青年隊。在2010年8月11日對芬蘭的賽事首次代表成年隊上場，球隊以0-1落敗。
在2014年世界盃資格賽中，德布勞內成為國家隊的常規成員並取得四個入球，使比利時12年來首次晉級世界盃決賽週。
在2018年世界盃足球賽中，德布勞內擔任比利時國家隊的先發球員，並在八強賽中接獲羅梅盧·盧卡庫的傳球並踢進球門，帶領球隊以2:1淘汰傳統強權巴西並打進準決賽，他也獲選該場比賽最佳球員。而在準決賽中以0:1不敵該屆冠軍法國隊，最後比利時在本次賽事拿下季軍，而德布勞內也入選該屆賽事球迷票選夢幻陣容。
在2020年歐洲國家盃的小組賽第二輪比利時對陣丹麥的比賽中，下半場德布勞內關鍵的進球，帶領球隊逆轉以2:1取勝。該次賽事比利時在八強淘汰賽以1:2不敵該屆冠軍義大利。
德布劳内在2022年世界杯的三场比赛中均首发出场，比利时队在小组赛中被淘汰。

## 個人

### 比賽風格
他主要擔任中場或進攻中場，但也可以擔任其他多個位置，並被用作邊鋒或第二前鋒。他甚至被部署在更深的創造性中場位置，有時也擔任B2B角色或假9號。由於他的技術、技巧、運動能力、無球跑動效率、視野、傳中準確性、廣泛的傳球範圍和強大的遠射能力，他經常被專家描述為當今最好、最全面的高級組織者之一。任意腳的能力。
儘管他不具備顯著的體力、速度或空中能力，他是一名快速而優雅的持球球員，具有良好的盤帶技巧，同時他的位置感、戰術智慧、移動、直接的比賽風格控球時跑動防守的能力也使他能夠利用對手防守中的空間，隨後為自己或隊友創造機會和進球機會，使他在反擊中成為危險的進攻威脅。除了他的創造力之外，他還能夠通過從後面帶球進入禁區來進球，並且是一名精準的罰球主罰者。
德布勞內在 2017 年被《衛報》評為世界第四最佳足球運動員，在 2019 年排名第十二。2020 年，他的曼城主教練佩普·瓜迪奧拉將他描述為世界上最好的中場球員。當曼城在 2022-23 賽季以德布勞內為主角追逐三冠王時，傑米·雷德克納普表示德布勞內是他見過的最好的英超中場球員，將他排在史蒂文·杰拉德和弗蘭克·蘭帕德之上。

### 生活
德布勞內的母親是比利時人，出生於布隆迪，也曾住在科特迪瓦。他的家鄉德龍根是比利時荷蘭語地區佛蘭德斯根特市的一個市鎮。除了母語荷蘭語外，德布勞內亦懂得法語、英語和德語。自2014年以來，德布勞內一直與米歇爾·拉克魯瓦保持著戀愛關係。這對夫婦於2017年6月結婚，並育有三個孩子。
他的自傳題為“Keep It Simple”，由 Borgerhoff & Lamberigts 於2014年10月出版.他在自傳中提到他自己當時的女友背叛他並選擇了蒂博·庫爾圖瓦。德布勞內在自傳中寫道，“雖然我仍然不敢相信蒂博·庫爾圖瓦竟然會做這種事情，但我們繼續在足球事業上合作。” 
德布勞內是 2014 年安特衛普特殊奧運會的大使，並通過他的個人Instagram賬戶參與了一場頗具爭議的廣告活動。德布勞內打出這樣的口號（荷蘭語）：“如果我長成這個樣子，你還會是我的粉絲嗎？”，德布勞內被描繪成一個患有唐氏綜合症的人。
除此之外，德布勞內是荷蘭籍一級方程式賽車車手馬克斯·維斯塔潘的支持者，維斯塔潘的母親為比利時人。

## 生涯數據

### 歷史記錄
- 英超历史最快达成100次助攻的球员（237场）

### 俱樂部
最後更新：2025年5月25日
| 俱樂部            | 賽季     | 聯賽     | 聯賽 | 聯賽 | 國家盃賽 | 國家盃賽 | 聯賽盃賽 | 聯賽盃賽 | 歐戰 | 歐戰 | 其他 | 其他 | 總計 | 總計 |
| 俱樂部            | 賽季     | 層級     | 出賽 | 進球 | 出賽     | 進球     | 出賽     | 進球     | 出賽 | 進球 | 出賽 | 進球 | 出賽 | 進球 |
| ----------------- | -------- | -------- | ---- | ---- | -------- | -------- | -------- | -------- | ---- | ---- | ---- | ---- | ---- | ---- |
| 亨克              | 2008–09  | 比甲     | 2    | 0    | 0        | 0        | —        | —        | —    | —    | —    | —    | 2    | 0    |
| 亨克              | 2009–10  | 比甲     | 35   | 3    | 2        | 0        | —        | —        | 2    | 0    | 1    | 0    | 40   | 3    |
| 亨克              | 2010–11  | 比甲     | 32   | 5    | 0        | 0        | —        | —        | 3    | 1    | 0    | 0    | 35   | 6    |
| 亨克              | 2011–12  | 比甲     | 28   | 8    | 1        | 0        | —        | —        | 6    | 0    | 1    | 0    | 36   | 8    |
| 亨克              | 總計     | 總計     | 97   | 16   | 3        | 0        | —        | —        | 11   | 1    | 2    | 0    | 113  | 17   |
| 文達不來梅 (租借) | 2012–13  | 德甲     | 33   | 10   | 1        | 0        | —        | —        | —    | —    | —    | —    | 34   | 10   |
| 切爾西            | 2013–14  | 英超     | 3    | 0    | 0        | 0        | 3        | 0        | 3    | 0    | —    | —    | 9    | 0    |
| 沃爾夫斯堡        | 2013–14  | 德甲     | 16   | 3    | 2        | 0        | —        | —        | —    | —    | —    | —    | 18   | 3    |
| 沃爾夫斯堡        | 2014–15  | 德甲     | 34   | 10   | 6        | 1        | —        | —        | 11   | 5    | —    | —    | 51   | 16   |
| 沃爾夫斯堡        | 2015–16  | 德甲     | 2    | 0    | 1        | 1        | —        | —        | —    | —    | 1    | 0    | 4    | 1    |
| 沃爾夫斯堡        | 總計     | 總計     | 52   | 13   | 9        | 2        | —        | —        | 11   | 5    | 1    | 0    | 73   | 20   |
| 曼城              | 2015–16  | 英超     | 25   | 7    | 1        | 1        | 5        | 5        | 10   | 3    | —    | —    | 41   | 16   |
| 曼城              | 2016–17  | 英超     | 36   | 6    | 5        | 0        | 1        | 0        | 7    | 1    | —    | —    | 49   | 7    |
| 曼城              | 2017–18  | 英超     | 37   | 8    | 3        | 1        | 4        | 2        | 8    | 1    | —    | —    | 52   | 12   |
| 曼城              | 2018–19  | 英超     | 19   | 2    | 4        | 2        | 5        | 2        | 4    | 0    | 0    | 0    | 32   | 6    |
| 曼城              | 2019–20  | 英超     | 35   | 13   | 2        | 1        | 3        | 0        | 7    | 2    | 1    | 0    | 48   | 16   |
| 曼城              | 2020–21  | 英超     | 25   | 6    | 3        | 1        | 4        | 0        | 8    | 3    | —    | —    | 40   | 10   |
| 曼城              | 2021–22  | 英超     | 30   | 15   | 3        | 1        | 2        | 1        | 10   | 2    | 0    | 0    | 44   | 19   |
| 曼城              | 2022–23  | 英超     | 32   | 7    | 4        | 1        | 2        | 1        | 10   | 2    | 1    | 0    | 49   | 10   |
| 曼城              | 2023–24  | 英超     | 18   | 4    | 4        | 4        | 0        | 0        | 2    | 2    | 1    | 0    | 25   | 6    |
| 曼城              | 2024–25  | 英超     | 28   | 4    | 4        | 2        | 0        | 0        | 7    | 0    | 1    | 0    | 40   | 6    |
| 曼城              | 總計     | 總計     | 285  | 72   | 34       | 10       | 26       | 10       | 73   | 16   | 4    | 0    | 422  | 108  |
| 生涯總計          | 生涯總計 | 生涯總計 | 470  | 111  | 47       | 12       | 29       | 10       | 98   | 22   | 7    | 0    | 651  | 155  |

### 國家隊
最後更新：2025年3月23日
| 國家隊 | 年分 | 出賽 | 進球 |
| ------ | ---- | ---- | ---- |
| 比利時 | 2010 | 1    | 0    |
| 比利時 | 2011 | 1    | 0    |
| 比利時 | 2012 | 6    | 1    |
| 比利時 | 2013 | 11   | 3    |
| 比利時 | 2014 | 11   | 4    |
| 比利時 | 2015 | 8    | 4    |
| 比利時 | 2016 | 12   | 1    |
| 比利時 | 2017 | 8    | 0    |
| 比利時 | 2018 | 10   | 2    |
| 比利時 | 2019 | 6    | 4    |
| 比利時 | 2020 | 4    | 1    |
| 比利時 | 2021 | 10   | 3    |
| 比利時 | 2022 | 6    | 2    |
| 比利時 | 2023 | 2    | 1    |
| 比利時 | 2024 | 8    | 4    |
| 比利時 | 2025 | 2    | 0    |
| 總計   | 總計 | 109  | 30   |

| #  | 日期           | 場館                                                         | 場次 | 對手         | 進球 | 賽果 | 賽事                        |
| -- | -------------- | ------------------------------------------------------------ | ---- | ------------ | ---- | ---- | --------------------------- |
| 1  | 2012年10月12日 | 塞爾維亞，貝爾格勒 · 紅星體育場（Stadium Crvena Zvezda）     | 6    | 塞爾維亞     | 2–0  | 3–0  | 2014年世界盃資格賽          |
| 2  | 2013年3月22日  | 北馬其頓，史高比耶 · 菲利普二世體育場（Philip II Arena）     | 10   | 北馬其頓     | 1–0  | 2–0  | 2014年世界盃資格賽          |
| 3  | 2013年6月7日   | 比利时，布魯塞爾 · 博杜安國王體育場（King Baudouin Stadium） | 13   | 塞爾維亞     | 1–0  | 2–1  | 2014年世界盃資格賽          |
| 4  | 2013年10月15日 | 比利时，布魯塞爾 · 博杜安國王體育場（King Baudouin Stadium） | 17   |              | 1–0  | 1–1  | 2014年世界盃資格賽          |
| 5  | 2014年5月26日  | 比利时，亨克 · 克里斯蒂競技場（Cristal Arena）               | 21   | 盧森堡[N]    | 5–1  | 5–1  | 友誼賽                      |
| 6  | 2014年7月1日   | 巴西，薩爾瓦多 · 新水源體育場（Arena Fonte Nova）            | 25   | 美国         | 1–0  | 2–1  | 2014年世界盃足球賽十六強賽  |
| 7  | 2014年10月10日 | 比利时，布魯塞爾 · 博杜安國王體育場（King Baudouin Stadium） | 28   | 安道尔       | 1–0  | 6–0  | 2016年歐洲國家盃資格賽      |
| 8  | 2014年10月10日 | 比利时，布魯塞爾 · 博杜安國王體育場（King Baudouin Stadium） | 28   | 安道尔       | 2–0  | 6–0  | 2016年歐洲國家盃資格賽      |
| 9  | 2015年9月3日   | 比利时，布魯塞爾 · 博杜安國王體育場（King Baudouin Stadium） | 34   |              | 2–1  | 3–1  | 2016年歐洲國家盃資格賽      |
| 10 | 2015年10月10日 | 安道尔，安道爾城 · 安道爾國家體育場（Estadi Nacional）       | 36   | 安道尔       | 2–0  | 4–1  | 2016年歐洲國家盃資格賽      |
| 11 | 2015年10月13日 | 比利时，布魯塞爾 · 博杜安國王體育場（King Baudouin Stadium） | 37   | 以色列       | 2–0  | 3–1  | 2016年歐洲國家盃資格賽      |
| 12 | 2015年11月13日 | 比利时，布魯塞爾 · 博杜安國王體育場（King Baudouin Stadium） | 38   | 義大利       | 2–1  | 3–1  | 友誼賽                      |
| 13 | 2016年5月28日  | 瑞士，朗西 · 日內瓦體育場（Stade de Genève）                 | 39   | 瑞士         | 2–1  | 2–1  | 友誼賽                      |
| 14 | 2018年3月27日  | 比利时，布魯塞爾 · 博杜安國王體育場（King Baudouin Stadium） | 59   | 沙烏地阿拉伯 | 4–0  | 4–0  | 友誼賽                      |
| 15 | 2018年7月6日   | 俄羅斯，喀山 · 阿克巴爾斯競技場（Kazan Arena）               | 66   | 巴西         | 2–0  | 2–1  | 2018年世界盃足球賽八強賽    |
| 16 | 2019年6月11日  | 比利时，布魯塞爾 · 博杜安國王體育場（King Baudouin Stadium） | 70   | 苏格兰       | 3–0  | 3–0  | 2020年歐洲國家盃資格賽      |
| 17 | 2019年9月9日   | 苏格兰，格拉斯哥 · 漢普頓公園球場（Hampden Park）            | 72   | 苏格兰       | 4–0  | 4–0  | 2020年歐洲國家盃資格賽      |
| 18 | 2019年11月19日 | 比利时，布魯塞爾 · 博杜安國王體育場（King Baudouin Stadium） | 74   | 賽普勒斯     | 2–1  | 6–1  | 2020年歐洲國家盃資格賽      |
| 19 | 2019年11月19日 | 比利时，布魯塞爾 · 博杜安國王體育場（King Baudouin Stadium） | 74   | 賽普勒斯     | 3–1  | 6–1  | 2020年歐洲國家盃資格賽      |
| 20 | 2020年11月18日 | 比利时，魯汶 · 登德里夫球場（Den Dreef）                     | 78   | 丹麦         | 4–2  | 4–2  | 2020–21年歐洲國家聯賽A      |
| 21 | 2021年3月24日  | 比利时，魯汶 · 登德里夫球場（Den Dreef）                     | 79   |              | 1–1  | 3–1  | 2022年世界盃資格賽          |
| 22 | 2021年6月17日  | 丹麦，哥本哈根 · 公園球場（Parken Stadium）                  | 81   | 丹麦         | 2–1  | 2–1  | 2020年歐洲國家盃小組賽      |
| 23 | 2021年11月16日 | ，卡迪夫 · 卡迪夫城球場（Cardiff City Stadium）              | 88   |              | 1–0  | 1–1  | 2022年世界盃資格賽          |
| 24 | 2022年6月8日   | 比利时，布魯塞爾 · 博杜安國王體育場（King Baudouin Stadium） | 90   | 波蘭         | 2–1  | 6–1  | 2022–23年歐洲國家聯賽A      |
| 25 | 2022年9月22日  | 比利时，布魯塞爾 · 博杜安國王體育場（King Baudouin Stadium） | 92   |              | 1–0  | 2–1  | 2022–23年歐洲國家聯賽A      |
| 26 | 2023年3月28日  | 德国，科隆 · 莱茵能源体育场（RheinEnergieStadion）           | 99   | 德国         | 3–1  | 3–2  | 友誼賽                      |
| 27 | 2024年6月5日   | 比利时，布鲁塞尔 · 博杜安国王体育场（King Baudouin Stadium） | 100  | 蒙特內哥羅   | 1–0  | 2–0  | 友誼賽                      |
| 28 | 2024年6月22日  | 德国，科隆 · 莱茵能源体育场（RheinEnergieStadion）           | 103  | 羅馬尼亞     | 2–0  | 2–0  | 2024年歐洲足球錦標賽        |
| 29 | 2024年9月6日   | 匈牙利，德布勒森 · 纳杰尔代体育场（Nagyerdei Stadion）       | 106  | 以色列       | 1–0  | 3–1  | 2024年至2025年歐洲國家聯賽A |
| 30 | 2024年9月6日   | 匈牙利，德布勒森 · 纳杰尔代体育场（Nagyerdei Stadion）       | 106  | 以色列       | 3–1  | 3–1  | 2024年至2025年歐洲國家聯賽A |

## 榮譽

### 俱樂部
亨克
- 比利時甲組足球聯賽冠軍：2010–11
- 比利时盃冠軍：2008–09
- 比利时超级杯冠軍：2011

 禾夫斯堡
- 德國盃冠軍：2014–15
- 德國超級盃冠軍：2015[44]

 曼城
- 英格兰足球超级联赛冠軍：2017–18、2018–19、2020–21、2021–22、2022–23[45]、2023–24
- 英格蘭足總盃冠軍：2018–19、2022–23[46]
- 英格蘭聯賽盃冠軍： 2015–16、2017–18、2018–19、2019–20、2020–21
- 英格蘭社區盾：2018、2019、2024
- 欧洲冠军联赛冠軍：2022–23[47]
- 歐洲超級盃冠軍：2023
- 世界冠軍球會盃冠軍：2023

### 國家隊
比利時
- 世界盃季軍：2018

### 個人
- 德甲最佳年青球員：2012-13
- 德甲年度最佳球員：2014-15
- 德甲年度最佳阵容：2014-15
- 歐霸盃年度最佳阵容：2014-15
- 德国足球先生：2015
- France Football年度最佳陣容：2015
- 比利時年度最佳男運動員：2015 2022
- 曼城年度最佳球員：2015-16、2017-18、2019-20、2021-22
- 英超助攻王獎：2017-18、2019-20、2022-23
- 歐冠年度最佳阵容：2017-18、2018-19、2022-23
- 歐冠年度最佳中場：2019-20
- 歐洲足協年度最佳陣容：2017、2019
- 英超PFA年度最佳陣容：2017-18、2019-20、2022-23
- 國際足總世界盃夢幻陣容：2018
- EA Sports FIFA年度最佳陣容：2018、2019
- 英超每月最佳進球：2019/11、2020/7
- 英格蘭超級足球聯賽赛季最佳球員：2019-20、2021-22
- 英格蘭PFA足球先生：2019-20、2020-21
- 欧洲最佳中場球员：2019-20
- 国际足联年度最佳阵容：2020、2021、2022

#### 歷年金球獎排名
| 年分 | 排名       | 效力球隊        |
| ---- | ---------- | --------------- |
| 2015 | 18         | 曼城 / 沃夫斯堡 |
| 2016 | 20         | 曼城            |
| 2017 | 14         | 曼城            |
| 2018 | 9          | 曼城            |
| 2019 | 14         | 曼城            |
| 2020 | 因疫情取消 | 曼城            |
| 2021 | 8          | 曼城            |
| 2022 | 3          | 曼城            |
| 2023 | 4          | 曼城            |
| 2024 | -          | 曼城            |